# Голоси ночі
«Голоси ночі» (нім. Die Stimmen der Nacht) — альтернативно-історичний науково-фантастичний роман німецького письменника Томаса Циглера, надрукований видавництвом Ullstein Verlag 1984 року.

## Стислий сюжет
Роман «Голоси ночі» використовує історичні факти починаючи з кінця 1944 року й далі в майбутньому. Важлива відмінність полягає в тому, що США повністю розробили атомну бомбу до капітуляції Німеччини та, таким чином, застосували її, скинувши на Берлін у лютому 1945 року. Гітлер помирає в бункері фюрера. Мартін Борман та інші представники нацистської верхівки виживають і лише частину з них союзникам вдається заарештувати.
По завершенні війни набув чинності план Моргентау. Промислові підприємства Німеччини демонтують та відвозять до Польщі, СРСР чи новоствореного Ізраїлю та інших країн. Німеччина не отримує жодної допомоги на відбудову; більшість великих міст залишаються в руїнах. Держава тепер знову стає аграрною, проте таку кількість Німеччина не здатна прогодувати, тому щоб не почався голод, загалом 20 мільйонів німців, включаючи численних добре підготовлених інженерів, вчених і промисловців, вирішують емігрувати до Південної Америки. Союзники надають допомогу, роблячи можливим так званий «Великий вихід» за допомогою кораблів. Серед емігрантів опинилися, наприклад, Крупп, Тіссен і Вернер фон Браун. ODESSA, історичне існування якої викликає питання, фактично заснована в романі і надає можливість Клаусу Барбі, серед інших, втекти до Південної Америки. Японія, яка також зазнала поразки, була розділена на демократичний південь і соціалістичну північ, контрольовану СРСР. Вона виробляє дешеві іграшки та експортує їх по всьому світу.
Прибуття німецьких емігрантів до Південної Америки викликає у вище вказаному регіоні економічне диво. У підсумку німці беруть під контроль всі південноамериканські держави й створюють «Німецьку Америку». Вони будують космодром, розробляють сучасні системи озброєння, зокрема атомну бомбу, і будують свою державу за зразком нацистської Німеччини. Нацисти також виробляють велику кількість кокаїну. Борман стає главою держави як «рейхсляйтер» і проживає в бункері в Андах. У Бразилії заснована нова столиця Германія. Німецька Америка зрештою стає наддержавою.
В Європі втрата економічної могутності Німеччиною викликає економічний занепад Франції та країн Бенілюксу. Німецькі партизани регулярно атакують західноєвропейські внутрішні судна та створюють «Нові Ваффен СС» як збройні сили в боротьбі проти західних держав.

### Науково-фантастичні елементи
На додаток до альтернативно-історичних елементів існують крихітні роботи (розроблені вигаданим «І.Г.Роботом»), яких можна віднести до наукової фантастики, вони переправлялися нацистами через американсько-мексиканський кордон як шпигуни. Є також керамічна дошка для серфінгу, за допомогою якої можна пересуватися в атмосфері. Під час використання цієї дошки для серфінгу дружина головного героя помирає до початку оповіді в романі.

## Сюжет
Екс-зірка американського телебачення Джейкоб Гальф овдовів чотири роки тому. Проте дружина постійно докучає йому і дуже дратує. Ще за життя вона переконалася, що Гольфу докучатимуть так звані лопухи: крихітні невидимі машини, які ширяють навколо нього, мов мухи, і відправляють повідомлення про тиради його дружини. Гульфа турбує той факт, що спогади про маленькі пристрої іноді порожні, тобто в них взагалі немає тексту. Однак, словесні атаки тривають безперервно, тому Гальф починає вірити, що його дружина розмовляє з ним прямо з могили.
Через ці дивні обставини американська спецслужба вважає Гальфа фахівцем з питань лопухів і відправляє його до Німеччини: там також чути голоси мертвих, у Кельнському соборі. Це голоси Гітлера та інших видатних нацистів. Гальфа викрадає організація партизанів-перевертнів, яка хоче захистити слова фюрера, але полонений знову звільняється союзниками. Від них він дізнається, що в Далласі голосом Джона Кеннеді тепер шепочуть лопухи. Коли він тікав від нападу гітлерівців, за ним пішли голоси з собору. Тепер він став цікавим для решти нацистської верхівки, яка проживає в Латинській Америці, — Бормана, Менгеле та інших, — і вони викрадають його в Анди, перш ніж, прислухаючись до голосів лопухів, розпочинають ядерну війну проти США.

## Нагороди
Томас Циглер отримав з вище вказаний твір отримав премію імені Курда Лассвіца 1984 року в номінації «Найкраще оповідання». У 1993 році вийшла перероблена та розширена версія книги під назвою «Голоси ночі». Ця версія отримала премію Курда Лассвіца 1994 року в категорії «Найкращий роман».

## Видання
- Thomas Ziegler: Die Stimmen der Nacht, Ullstein 1984, ISBN 3-548-31078-8 (оригінальне видання)
- Thomas Ziegler: Stimmen der Nacht, Heyne 1993, ISBN 3-453-06628-6 (перероблена та розширена версія)
- Thomas Ziegler: Stimmen der Nacht, Golkonda Verlag 2014, ISBN 978-3-94472-043-2 (перероблене нове видання)